# Wesoła Lwowska Fala

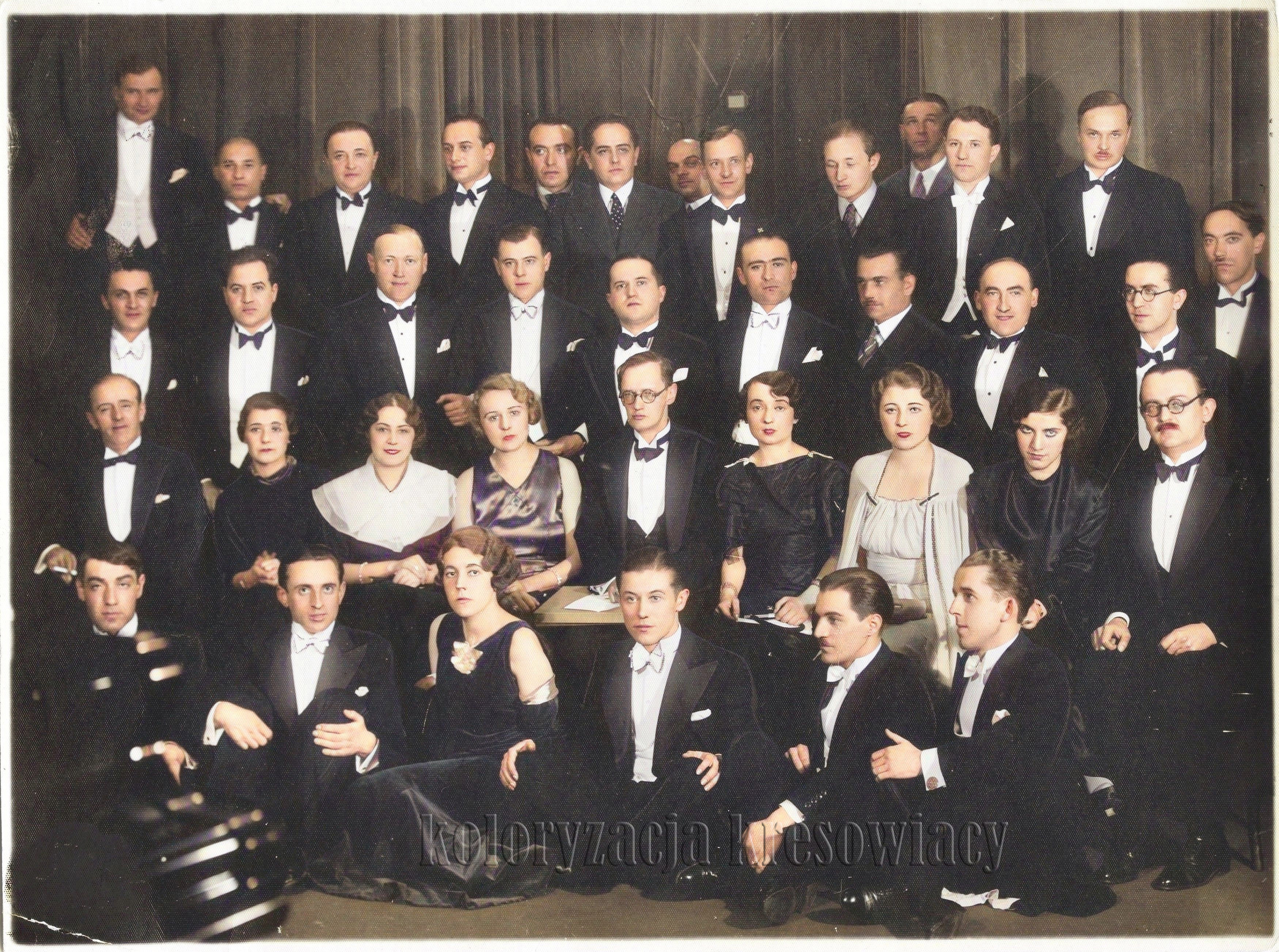
Wesoła Lwowska Fala w rozgłośni radia Lwów (1936)

Wesoła Lwowska Fala – audycja Polskiego Radia Lwów.

## Historia
Pomysłodawcą i głównym organizatorem był Wiktor Budzyński, który tworzył formy sceniczne i audycje, z których finalnie wykształciła się Wesoła Lwowska Fala. 
Bazą dla późniejszej audycji były amatorskie teatrzyki akademickie we Lwowie:
- „Wesoły Ul” oraz „Nasze Oczko” (1928–1930[1]), który działał początkowo w celu finansowego zasilenia kas Bratniej Pomocy, wspomagającej materialnie studentów; wystawiana przez formację w sali Kasyna i Koła Literacko-Artystycznego rewia Randka pod Wiedeńską cieszyła się ogromną popularnością i rozsławiło teatrzyk
- dwa teatrzyki założone przez żydowską młodzież akademicką: „Złoty Pieprzyk” i „Różowy Monokl”, w których wystawiano programy Emanuela Schlechtera, bardzo popularnego twórcy wielu piosenkarskich przebojów, z piosenkami skomponowanymi przez Alfreda Schütza (późniejszego twórcę Czerwonych maków na Monte Cassino)

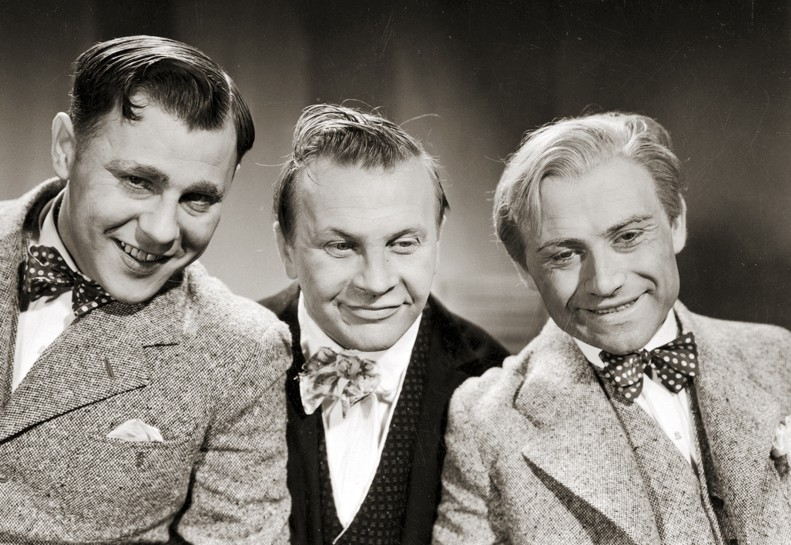
Kazimierz Wajda, Stanisław Sielański, Henryk Vogelfänger (1936)

Bezpośrednimi pierwowzorami radiowymi były kolejno: próbne audycje rozrywkowe emitowane na falach Polskiego Radia Lwów w 1931 i do lipca 1932, potem program nadany pod koniec lata 1932 z restauracji „Pohulanka”, a następnie wyemitowana premierowo 23 października 1932 audycja pt. Wesoła Niedziela, która jako całopopołudniowe pasmo pojawiała się co trzy tygodnie. W dalszym toku rozwoju Wesoła Niedziela została przekształcona w Wesołą Lwowską Falę, która była emitowana od 16 lipca 1933 do 1938, stając się najpopularniejszym programem radiowym II RP.
Z okazji setnej audycji w 1935 została wydana odznaka pamiątkowa. Według szacunków audycję słuchało każdorazowo ok. 6 mln słuchaczy (1/6 mieszkańców Polski) i jednocześnie ok. 50% populacji miejskiej.
Wesoła Lwowska Fala dawała również występy w innych polskich miastach poza Lwowem. Ponadto w ramach Fali emitowano audycje społeczno-propagandowe, np. poświęcone morzu, żołnierzom KOP, dniu oszczędzania, powodzi i in..
Od 1938 program funkcjonował pod nazwą „Tajoj”. Historię audycji w II Rzeczypospolitej zakończył wybuch II wojny światowej. Po agresji ZSRR na Polskę z 17 września 1939 członkowie zespołu przekroczyli granicę polsko-rumuńską. Pod koniec 1939 w Rumunii była emitowana Wojenna Lwowska Fala. Później twórcy audycji dotarli do Francji. Zmobilizowani do Polskich Sił Zbrojnych przeszli szlak bojowy z wojskiem polskim na Zachodzie – przez Francję, Wielką Brytanię, Włochy. W latach 1940–1946 na obszarze Francji, następnie Szkocji i Anglii była tworzona Czołówka Teatralna Wojska Polskiego.
Po wojnie zespół przestał istnieć. Większość jego członków pozostała na uchodźstwie. Za pośrednią kontynuację audycji był uważany program pt. Podwieczorek przy mikrofonie, emitowany na antenie Rozgłośni Polskiej Radia Wolna Europa w latach 1952–1963, a później audycje na falach sekcji polskiej BBC.

## Ludzie

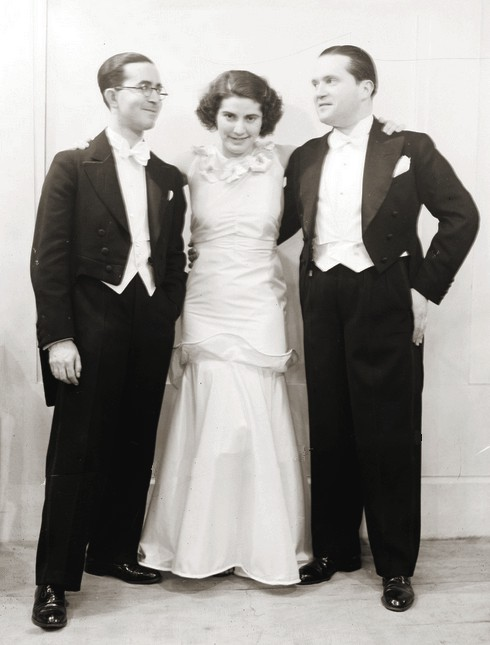
Alfred Schütz, Włada Majewska i Wiktor Budzyński (1936)

Autorem większości tekstów Wesołej Lwowskiej Fali był Wiktor Budzyński. Występowali w niej, rozśmieszając słuchaczy swoimi dialogami:
- Szczepcio (Kazimierz Wajda) i Tońcio (Henryk Vogelfänger) – posługujący się lwowskim bałakiem duet lwowskich batiarów
- Aprikosenkranz i Untenbaum (Mieczysław Monderer i Adolf Fleischer) – parodiujący język żydowski; od 1939 do 1948 rolę Aprikosenkranza odgrywał Stanisław Wasiuczyński[13]
- c.k. radca Strońć (Wilhelm Korabiowski)[14][15][16]
- Marcelko, syn radcy (Ada Sadowska)[17]
- ciotka Bańdziuchowa (Teodozja Lisiewicz)
- śpiewaczka i parodystka Włada Majewska
- aktor, parodysta i imitator Józef Wieszczek

Do zespołu należeli też:
- Mira Grelichowska
- Stanisław Wasiuczyński[18]
- Stanisław Czerny
- Alfred Kowalski[19]
- Czesław Halski[20]
- Ludwik Bojczuk[21]
- Zbigniew Lipczyński (współpracownik z lat 1934–1937)[22]